# Gagyapáti
Gagyapáti törpefalu Borsod-Abaúj-Zemplén vármegye Encsi járásában, Miskolctól közúton kb. 50 kilométerre északkeletre. Nevének előtagját 1905-ben kapta Alsó- és Felsőgagy után azokhoz való közelsége miatt, az országban található számtalan Apáti nevű falutól való megkülönböztetésül.

## Fekvése
Észak-Magyarországon, a Cserehát dombvidékén, Encstől északnyugatra fekvő zsáktelepülés, amely közúton csak Alsógagy felől közelíthető meg, a 2624-es útból, annak 18+150-es kilométerszelvénye közelében, Alsógagy legdélebbi részén nyugat felé kiágazó 26 144-es úton (határszélét délen érinti még a 2623-as út is). Alsógagytól mindössze 2 kilométer választja el, Encstől (amely a legközelebbi város is egyben) 15 kilométerre található.

## Története

### Középkor
Neve eredetileg csak Apáti volt, és az egész középkor folyamán így hívták. A név „az apát birtokában levőt” jelentette, és onnan származott, hogy az Aba nemzetség e faluját a nemzetség Heves megyei Sármonostoron – a mai Abasáron – fekvő Szűz Mária bencés monostorának adták.

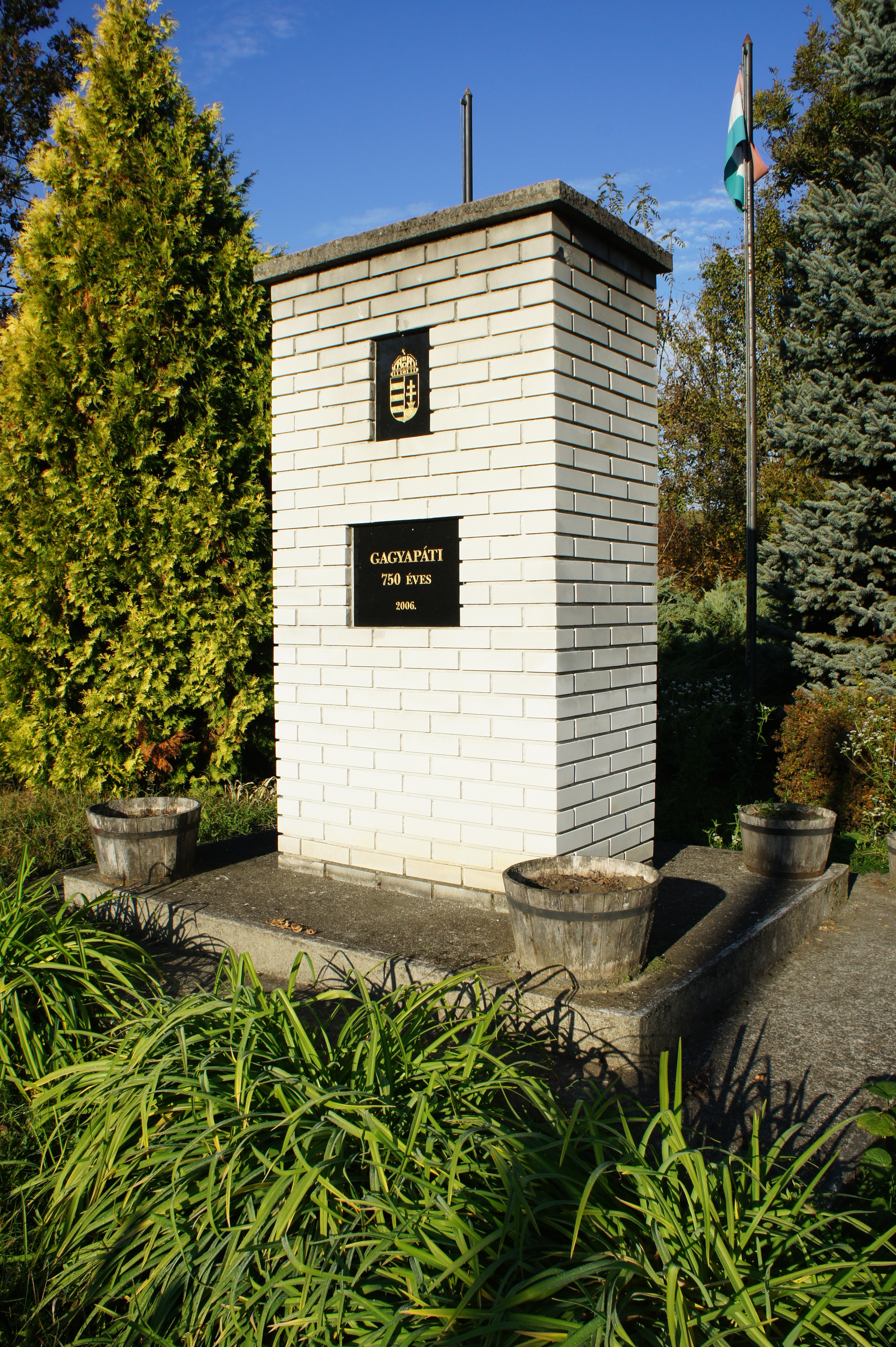
Gagyapáti 750 éves évfordulóját ünneplő emléktábla

A falu első említése 1256-ból, a jászói premontrei konvent jószágai határainak leírásában maradt fenn, amikor Nyésta határosaként írtak róla, e határt 1343-ban is leírták. 1272-ben Csőszbakta – a mai Bakaték – határosaként fordult elő. Ugyanekkor írták le Bakta, Apáti és Szolnoki – a mai Abaújszolnok – hármas határát is. A falu tizedei nem az egri püspök, hanem az egri káptalan ellátására voltak rendelve. 1275-ben Apáti is ott volt azok között a falvak között, melyeket V. István király vett el a káptalantól, és amelyeket Lampért püspök visszaszerzett, majd András püspök végérvényesen visszaadott a káptalannak. Birtokosa ekkor az Aba nemzetségből való Manhard ispán volt. 1307-ban annak a Gyárfásföldének a szomszédosának mondták, amelyet Manhard unokái adtak szolgálataiért Hamar Miklósnak. Ebben az oklevélben nevezték Apátit a sári monostor birtokának. A falu valószínűleg a 14. századi társadalmi-gazdasági átalakulások során néptelenedett el. Hiányzik a kamara haszna nevű királyi adó 1427-es Abaúj megyei összeírásából. Míg a Gagyi család egyes ágai a 15. században falvaik után felvették a Vendégi és a Bátori nevet, Apátiakkal nem találkozunk, mivel a falu lakatlan volt, és nemesi kúria sem állt itt. Területe azonban nem olvadt be más falu határába, hanem önálló határú pusztaként élték a Gagyi család közeli birtokaira való parasztok, valószínűleg elsősorban az alsógagyiak az itteni földeket. A rá vonatkozó iratokat Gagyi Balázs valamikor az 1439-ben kezdődött zavaros idők során egy kassai polgárnál helyezte el a nagyobb biztonság kedvéért, és a család tagjai 1472-ben kapták vissza. Gagyi Balázs halála után Mátyás király két udvari embere, Dési Péter kamarás és Endrédi Fica Dömötör palotás a maga számára kért adományt a Gagyiak több birtokára, így Apátira is. A felkért jószágok sorában a lakott falvak mellett két puszta is szerepelt, Apáti és Velkenye. A Gagyiak 1472-ben sikerrel védték meg öröklött birtokaikra vonatkozó jogaikat, és Apáti más jószágokkal együtt a kezükön maradt.

### Kora újkor
A kora újkorban is Apáti néven ismert Gagyapáti azt a birtokjogi és adminisztrációs sajátosságát, hogy jóllehet már a középkor végén puszta lett, ennek ellenére nem olvadt a szomszédos gagyvölgyi helységekbe, megőrizte a kora újkorban is. A továbbiakban is saját határokkal és birtokosokkal rendelkező puszta (praedium), amely nevével és határaival is megtartotta integritását. Gagyapáti, a többi gagyvölgyi birtokkal együtt, továbbra is a középkori eredetű Gagyi család különböző tagjainak tulajdona, és a családon belül öröklődik. Az egyik örökös, a középkor végén élt Gagyi Miklós és felesége, Somossy Anna fiának, Demeter abaúji alispánnak (1512–1517) a fia: Gagyi János (†1548 k.) örökös nélkül halt meg, nemesi birtokai visszaszálltak a királyra, I. Habsburg Ferdinánd azonban 1548-ban Alsógagy, Felsőgagy, Vendégi, Újlak és Gagybátor falvakat, illetve Apáti pusztát a néhai Gagyi János sógorának, Fülpesi (Philpessy) Albertnek adományozta. Fülpesi Albert (1513–?), a nagyobb királyi kancellária jegyzője, a felsőgagyi kastélyban rendezi be rezidenciáját, de új birtokai egy részén kénytelen osztozni a Gagyiak Vendéghi-ágából származó Vendéghi Benedekkel, akivel egyébként 1544-ben egyezségre lépett, amelyet írásban is rögzítettek. A birtokviszály oda vezetett, hogy Fülpesi Albert fia, Ferenc 1568-ban Felsőgagyon meggyilkolta gagyi Vendéghi Benedeket, később azonban kiegyezett az áldozat lányával, Vendéghi Fruzsinával. Fülpesi Ferenc két fia 1575-ben kapott királyi adományt Szatmár és Abaúj vármegyei birtokaikra (Filpes és Filpes-Daróc; Alsó- és Felső-Gagy, Újlak, Bátor, Vendég, Fancsal, Felső-Kázsmárk és Devecser falvak, Velence, Lyuba és Felső-Homrogd puszták), ezek közül ifj. Ferencnek jutottak a csereháti birtokok. Egyik leszármazója még 1635-ben is birtokol Felsőgagyban, igaz csak kuriális nemesként.
Apátinak, mint a Gagyi család ősi birtokának egy része azonban a középkor végén a család Gagyi-Báthori János által megalapított Báthori nevű ágánál marad, és a gagyi Báthoriak mindkét ági leszármazói, valamint ezek rokonai öröklik, néha azonban általuk elidegenített birtok lesz. 1511-ben gagyi Báthori Ferenc, a néhai László fia Apáti puszta birtokosa, minden bizonnyal ő és fivérei (Miklós, János, György, Demeter) öröklik a gagyvölgyi birtokokat, köztük Apátit is.
Báthori Ferenc fia: Báthori János azonban I. Szapolyi János és utódai híve volt, ezért 1557-ben I. Ferdinánd felségárulási pert indított ellene, illetve fivére, László ellen, elkobozva gagybátori, alsó- és felsőgagyi, újlaki, lyubai és vendégi birtokrészeiket. Hasonló sorsra jutott birtokostársuk, felsőgagyi Horváth János (†1560) is, aki az 1470-es években felsőgagyi birtokossá lett dralepszkai Horváth János leszármazója volt, és éppen a Gagyiak birtokának zálogolása folytán került a Gagy nevű falvak uraságába. A gagyi Báthori János és László, illetve gagyi Horváth János elleni felségsértési per folyamán az elkobzott gagyvölgyi birtokok között nem említik ugyan Apátit, de feltűnő, hogy nem sokkal később, 1569-ben Gagy, Alsó-Kázsmárk és Apáti birtokokat az uralkodó éppen gagyi Mondolay Péternek és fivérének, Pálnak adományozza. Mondolay Péter – Mondolay Kristófnak és feleségének, Báthori Ferenc (†1511 u.) özvegyének, putnoki Putnoky Zsófiának a fia –, későbbi putnoki várkapitány ugyanis, aki pelsőci Bebek György (†1567) gömöri főispán, a korszak nevezetes oligarchája familiárisa volt, az uralkodótól adományba kapott felsőgagyi Gagyi-kastélyban rendezte be rezidenciáját, ahonnan egyébként 1560-ban Bebek György elűzte, sőt birtokait, köztük Alsógagyot is elvette. Mondolay Péter lányát, Mondolay Annát felsőgagyi Horváth János (†1560) vette feleségül, vagyis a gagyvölgyi adományokkal, köztük Apáti pusztával, Mondolay Péter részben a néhai apósától elkobzott jószágokat nyerte el az uralkodótól, miközben anyja, Báthori Anna révén a gagyi Báthoriakkal is rokonságban állt.
A gagyi Báthori családból Báthori János 1588-ban vissza akarta váltani családja még a középkor végén Horváth Jánosnak zálogba adott birtokait, de már Mondolay Pált, a birtokok akkor tulajdonosát idéztette meg. A gagyi Báthoriak és rokon családjaik tagjai birtokában marad Apáti birtok a 17. században is. Apáti pusztán a 17. században sem folyt gazdálkodás, mivel elnéptelenedése még a középkorra tehető, valódi pusztaként, népesség nélküli birtokként, egyben nemesi vagyonként kezelték tulajdonosai a török korban. Fejlesztésére, benépesítésére nem volt lehetőség a 16–17. században, hiszen a többi, az 1640-es évektől török uralom alá került falu is pusztult, sokat veszítvén népességéből és termelési erejéből.
Bár Apáti a 14. század óta a Gagyiak birtoka, elnevezése azonban a kora újkorban is egy korábbi apátsági birtokra utalt, a 17. században már nem tudták, vagy nem akarták tudni a katolikus egyház vezetői, hogy ez a kora középkori apátság a Heves megyei Sármonostora volt (a mai Abasáron), ezért maguk kreáltak a Gagyvölgyben egy soha nem létezett apátságot, Felsőgagy központtal. Ezt a fiktív katolikus egyházi alapítványt gagyi (felsőgagyi) Boldogságos Szűz Mária-apátságnak nevezték el, apátját pedig gagyi apátnak (Abbatia/Abbas B. M. V. de Gagy). A máig élő hagyomány szerint a felsőgagyi kőtemplom a középkorban itt állt bencés apátságé volt, ennek birtoka pedig a szomszédos Apáti, de a középkori írásos források nem említik a gagyi kolostort vagy apátját. A gagyi apáti címet először 1638-ban adományozza az uralkodó Ajtay János egri kanonok-főesperesnek, mint olyan titulust, amely régóta betöltetlen. Ajtayt Luktor Imre szepesi őrkanonok (†1664) követi az apáti méltóságban, akinek halála után, 1665-ben Lenkovich György szepesi kanonok lesz a gagyi apát. 1689-ben Svach György trencséni plébános és nyitrai kanonoknak adományozzák a címet, 1705-ben pedig Győry Ádám trencséni plébánosnak. A 17. századi adományozásokban sincs szó magáról az apátságról, csak címzetes/tituláris apáti címről, illetve a javadalomról, de nem derül ki, hogy a javadalom egyáltalán létezik-e. Így a címzetes gagyi apáti méltóságot fiktívnek, a 17. századi katolikus egyházi vezetés által kreált méltóságnak tekinthetjük, amely mögött soha nem állt valódi szerzetesi intézmény és javadalom, így Apáti sem lehetett a birtoka, hiszen a gagyi Boldogságos Szűz Mária-apátság soha nem létezett, talán egy 16. században elpusztult másik bencés apátság emlékezetét örökítették így át a korai újkorra.
Apáti puszta sorsa a török háborúk után változott meg alapvetően, ahogyan a Magyar Királyságban is új politikai, gazdasági és társadalmi környezet kezdődött a 17. század végétől. 17. század második felében Apáti puszta örököse a gagyi Báthori családból származó Báthori Anna, gagyi Báthori Miklós és nenkefalusi Lenkey Anna (Lenkey Miklós és Mondolay Klára lánya), aki egyébként nagyanyja, Mondolay Klára (gagyi Mondolay Péter lánya) révén is kötődött a Gagyi-örökséghez. Gagyi Báthori Anna 1670-es években férjhez ment a Pest vármegyéből származó bocsári Mocsári (Mocsáry) Jánoshoz, majd egyik leányukat, Mocsáry Borbálát az 1680-as években elvette Janka Péter Borsod vármegyei nemes, aki birtokostársa lett feleségének Apáti örökségében is. Mocsáryné Báthori Anna leányai, Kata és Borbála örökölték egyébként a gagybátori erődített várkastélyt, családjuk, a gagyi Báthoriak nemesi rezidenciáját is, ez azonban birtokosztályuk idején, 1703-ban már romos, lakhatatlan volt.
Janka Péter (1650 k.–1710 k.), a Báthori-örökös Mocsáry Borbála férje jellemző politikai és birtokosi karriert futott be a 17. század utolsó harmadában és a 18. század elején. A nemességet apja, Janka Márton szerezte 1652-ben, de a Borsod vármegyében kihirdetett armálisba már fiát, Pétert is beíratta. Janka Péter már az 1670-es évektől részt vesz Borsod vármegye közéletében, 1683-ban ő képviseli Borsod vármegyét a Thököly Imre által összehívott kassai részországgyűlésen, a Thököly által elrendelt nemesi felkelésben a borsodi had egyik hadnagya lesz, és követi megbízásokat is teljesít vármegyéjének. Birtoka van a borsodi Csabán (ma: Hejőcsaba) és a szendrői végvár mezővárosa, Szendrő nemesek lakta, Gerse nevű utcájában udvarházzal bír. 1703-ban, a szabadságharc kezdetén őt, mint szendrői nemest ajánlja a szendrői vár gyengélkedő kapitánya maga helyett Bercsényi Miklósnak, és a szabadságharc alatt is végzi vármegyei kötelezettségeit, sőt egy Abaúj vármegyei bizottságban is feladatot vállal 1706-ban. Borsod és Heves megyék képviseletében tagja lesz az ónodi országgyűlésen megalapított, 1708/9-ben Szirmay András elnökletével működött Ország Törvényes Táblájának. Nem lesz azonban a rendi mozgalmak, illetve a Rákóczi-szabadságharc elkötelezett híve, inkább az aulikus beállítottságú vármegyei politikusok közé tartozik. Borsod vármegyei karrierje csúcsát 1697-ben éri el, alispán lesz, ezt a tisztséget majd 1708–1709-ben is viseli. Több birtokot szerez Abaúj vármegyében, Szikszón egy udvarház felét, 1697-ben pedig feleségével, Mocsáry Borbálával együtt megveszi, majd királyi adományba kapja a Gadnai család kihalásával az uralkodóra visszaszállt Alsó- és Felső-Gadna birtokokat.
Janka Péter, majd örökösei: leánya, Janka Erzsébet és férje, Jakabfalvay (Jakabfalvy) György felelős birtokosokként sokat tettek azért, hogy a középkor óta pusztaként nyilvántartott Apáti birtokból a 18. század első harmadában ismét népességgel bíró falu legyen. Bél Mátyás 1730-as évek elején készült és a 21. századig kéziratban maradt, Abaúj vármegyét latin nyelven leíró monográfiájában Apáti már nem puszta, hanem ruszin jobbágyok által lakott település: „59. Gagy-Apáti fekvése nagyon hasonló Szolnokéhoz [ma: Abaújszolnok]. A Selyebi-völgy keleti oldalán vezető húzódó ösvényen érhető el, de az erdőkben mélyen el van elrejtve. Lakosai ruszinok, a falu Janka Péter földesúri joghatósága alá tartozik.”

### 18. század
A község népességének egészéről a 18. század második felétől áll rendelkezésre megbízható adat. II. József népszámlálása volt az első olyan összeírás, amely a teljes lakosságra kiterjedt, és ennek adatai szerint 1785-ben a falu honos népessége 221 fő volt. Ludovicus Nagy 1828-ban megjelent népességstatisztikai munkája szerint ekkorra már csak 172 főt tartottak nyilván a faluban, és Fényes Elek Geographiai szótára is 172 főről tájékoztat, ami a csereháti járás egyik legkisebb településén a népesség további zsugorodását jelzi a korszakban. A házak számában is csökkenés mutatkozik: II. József idején még 30, 1828-ban viszont már csak 25 házat jegyeztek fel az összeírók. Az 1828-as országos adóösszeírás idején 61 személy után kellett adót fizetni a faluban. Az 1760-as évek végén végrehajtott úrbéri összeírás időszakában 10 jobbágy és 15 zsellér, valamint családjuk élt meg a falu határában elterülő úrbéres földeken, melyek összesen 5 telek területre terjedtek ki. A másfél évtizeddel későbbi népszámlálás idején 11 jobbágyot és 25 zsellért regisztráltak a faluban.. Gagyapáti határát termőképesség szempontjából Vályi András elsőosztályúnak minősítette, és úgy jellemezte, hogy habár „egy részét házainak és belső fundasainak a Hernád vize néha elönti”, „minden más kívántató javai vannak”. Fekvésével kapcsolatban pedig megjegyezte, hogy Kassához közel terül el, „ahol a vagyonnyait jól eladhattya” (vagyis a kereskedelem szempontjából kedvező a helyzete).

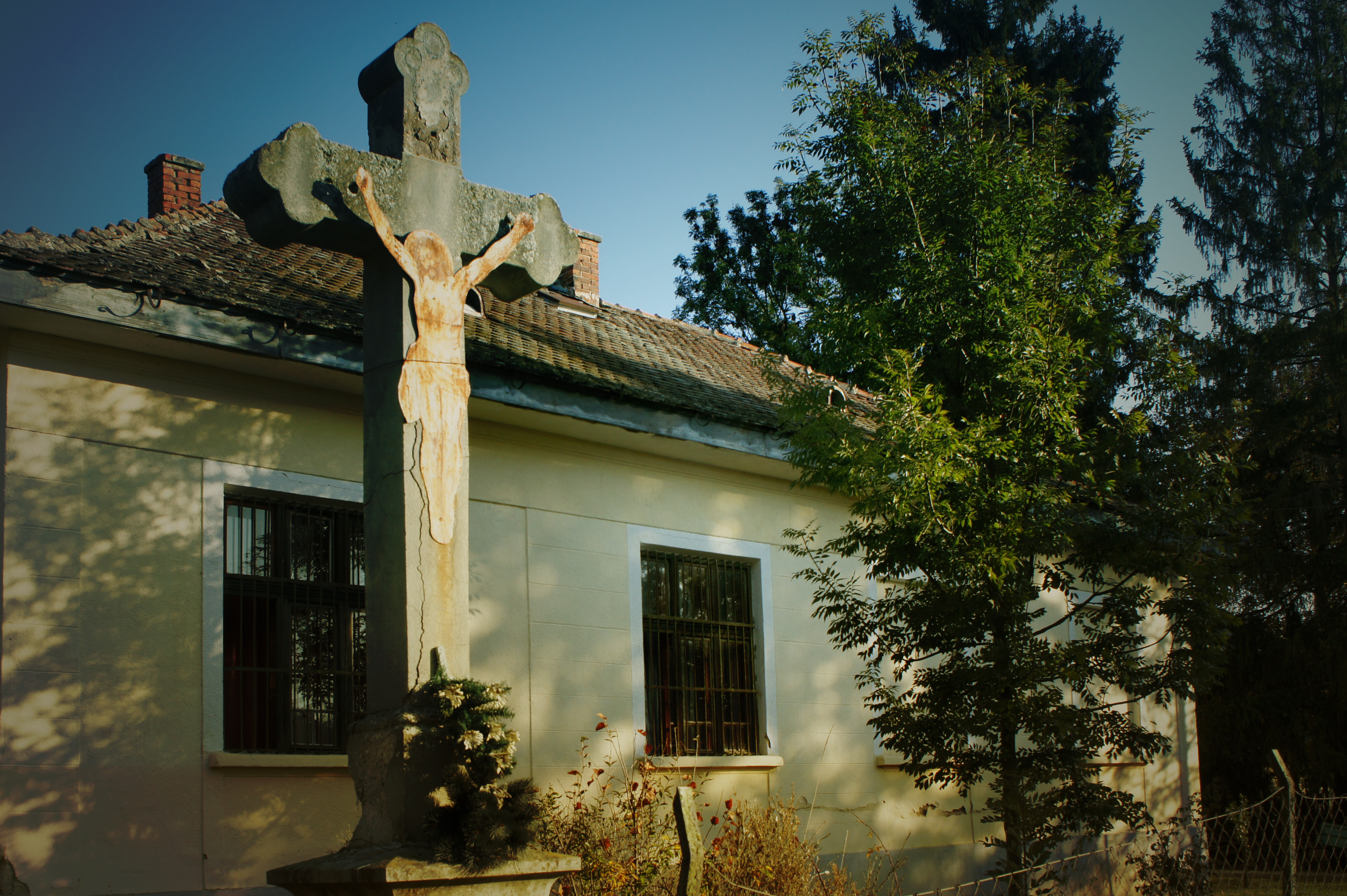
Utcaszéli feszület

A település keresztény lakossága felekezetileg homogén volt: 1828-ban 164 katolikus hívő lakta, és az 1850-es adat nyomán azt is tudjuk, hogy az ekkor 154 fős népesség kivétel nélkül a görögkatolikus szertartást követte. Ez megfelel a forrásokban a gagyapáti népesség etnikai hovatartozására vonatkozó utalásoknak, ugyanis Korabinszky szlováknak minősítette, Vályi a „tót”, Fényes viszont az „orosz” jelzővel írja le a falut, amit ruszinnak értelmezhetünk. Gagyapáti azon települések közé tartozik, amelyek a török pusztítás idején elnéptelenedtek, majd az 1730-1740-es évek között, a Cserehátba érkező első ruszin bevándorlási hullám időszakában települtek újra. A községben protestánsok nem, zsidók viszont éltek már ebben az időszakban is: a józsefi népszámlálás idején egy izraelita háztartást találtak, 1828-ban és 1850-ben pedig 8-8 izraelita személyt regisztráltak.
Gagyapáti birtoklásszerkezete ellentmondásosnak tűnik az egykorú források alapján. Vályi szerint a földesúr a „Szent István Szerzetbéli Kis Papság, vagy a religyiói Kintstár”, amit úgy érthetünk, hogy a bencés rend, majd, miután II. József konfiskálta a szerzetesrendi vagyon tetemes részét, az ebből szervezett ún. Vallásalap. Az úrbéri összeírás viszont több olyan világi magánbirtokost nevez meg, akik családnevével a Cserehát más faluiban is találkozunk földbirtokosként (Ragályi, Péchy, Szőlősy, Jakabfalvy, Tiszta). Ez utóbbi birtoklási renddel lehet összhangban Fényes Elek adata, aki (konkrétumok nélkül) „többen” birtokolják a falu földjeit.

### 19. század
A Cserehát és a történeti Magyarország egyik legkisebb településén, melyet 1905-ben neveztek el Gagyapátinak, a népesség a 19. század második felében alig haladta meg a 100 főt (1850-ben 129 fő, 1880-ban 110 fő, 1900-ban 111 fő), és a lakóházak száma a századfordulón mindössze 27. Ez nem jelenthetett többet 15–20 családnál (a házasok száma 1900-ban 45, a 14 éven aluliaké 40 fő), akik számára a legfontosabbak talán a demográfiai „események” voltak. 1900 és 1910 között a faluban összesen 10 házasságot kötöttek, 41-en születtek és 19-en haltak meg (közülük 10-en egy év alatti csecsemők). A többletet az elvándorlás apasztotta: ebben az évtizedben körülbelül 10-en költöztek el a faluból, és rajtuk kívül 17-en (minden hatodik apáti) külföldön volt távol, akik az Egyesült Államokban próbáltak megélhetést találni.
A 18. században betelepített görögkatolikus ruszinok magyarosodását nehéz pontosan nyomon követni. Fényes Elek 1851-ben Apátit „orosz falunak” nevezte, 1880-ban a lakosok 77%-át (85 főt), 1900-ban már csak 12%-át (13 főt) „tót” anyanyelvűként írták össze, amiben a Csereháton terjedő magyar nyelvű prédikációnak, valamint az alfabetizációnak is szerepe lehetett. (1880-ban 19-en, 1900-ban 56-an, a falusiak fele tudott írni és olvasni.) A népesség felekezeti homogenitása megmaradt, mivel a századfordulón 94 görögkatolikus és 16 római katolikus élt a faluban. (A hívek a 2 kilométerre fekvő alsógagyi templomba, a gyerekek az ottani görögkatolikus népiskolába jártak.)
A község határa alig haladta meg az 500 kataszteri holdat, és a zsáktelepülés lakóit úgy tűnik semmi sem ösztönözte a szántóföldi termelés bővítésére, azaz a földhasznosítás átalakítására. A szántók területe ugyanis 1865 és 1895 között nem változott (317 és 321 kataszteri hold, a határ 57%-a), és bár a legelőké csökkent (170-ről 140 holdra), ez a művelés alól kivont területeket növelte. A változatlanság mögött a birtokstrukturális sajátosságokat (a differenciálódás viszonylag kisebb mértékét) feltételezhetjük. Az 1900-ban készült foglalkozásstatisztika szerint Apátiban nem voltak 100 holdnál nagyobb és 5 holdnál kisebb birtokok sem (az egykori földesúr, az 1850-es években csődbe ment gróf Fáy István földjeit parasztok vásárolták meg), és a 19 önálló kisbirtokos átlagban 25 holddal rendelkezett, amit a családtagokkal együtt műveltek. Rajtuk kívül 2 cseléd és 5 mezőgazdasági munkás élt a faluban (az eltartottakkal együtt 21 fő), a fogyasztási igényeket pedig egyetlen (izraelita) kocsmáros szolgálta ki.

### 20–21. század
Gagyapáti neve 1905-ig Apáti volt. A település 1910-ben Abaúj-Torna vármegye Csereháti járásához tartozott. A kisközség 565 kat. holdon (= 325 hektár) terült el, lakóinak száma 123 volt. A teljes egészében magyar anyanyelvű faluban a 101 fős görögkatolikus felekezet volt meghatározó, római katolikus hívő mindössze 16, izraelita 5, református 1 élt a községben. A lakosság túlnyomó többsége a mezőgazdaságban talált megélhetést, s ez a 20. század második felében, a szocialista iparosítás időszakában sem változott.
A trianoni békeszerződés közigazgatási változásai következtében Gagyapáti az Encsi járás része lett. A háborús évek ellenére a település lélekszáma 1920-ra 134 főre emelkedett. A magyar lakosok mellett csupán 2 fő nyilatkozott tót anyanyelvűként, s a vallási életben is mindössze két felekezet képviseltette magát. A 120 fősre növekvő görögkatolikus közösségen kívül már csak a maroknyi, 14 hívet számláló római katolikusság volt jelen a faluban. 1941-re szerény gyarapodást tudott felmutatni Gagyapáti népessége. Ekkor a 136 lakosú községben a magyarok mellett egyetlen egyéb anyanyelvű személyt regisztráltak. A vallásfelekezetek között a görögkatolikusok száma 100-ra csökkent, ellenben a római katolikusoké 35-re nőtt, s egyetlen fővel újra megjelent a reformátusság is.
A világháborúk közötti periódusban jómódú gazdák éltek Gagyapátiban, de csak Bassó József rendelkezett 100 hold feletti birtokkal. Ebben az időszakban épült meg a falu iskolája, azt megelőzően Alsógagyba jártak a gyerekek. A helyi elemi létrejötte a gagyapátiak találékonyságának volt köszönhető. Az alacsony gyereklétszám miatt ugyanis a Vallás- és Közoktatásügyi Minisztérium elutasította a helyiek kérését iskola építésére, mire a lakosság állami gondozottakat fogadott be. Így kezdődhetett meg a tanítás 1928-ban Jackovits Béla irányításával. Ő volt a falu első és utolsó tanítója is. Miután a tanulók létszáma 10 alá csökkent, 1964-ben az iskola bezárásra került.
Gagyapáti lakói számára 1944. december 13-án ért véget a második világháború. 1949-ben a háború utáni első népszámlálás szerint az itt élők száma 1941-hez képest nem változott, 136 volt. Vallási téren azonban megszínesedett a község. A 72,8%-os jelenléttel rendelkező görögkatolikusok továbbra is megőrizték vezető szerepüket, de mellettük a 24,3%-ot kitevő római katolikusokon kívül 1,5%-ban reformátusok, 0,7%-ban unitáriusok és ugyanilyen arányban egyéb vallásúak is éltek a településen. A szocializmus évtizedeiben a népesség rohamosan csökkent, az 1990. évi népszámlálás idején már mindössze 19 fős volt a lakónépesség.
A nagybirtokrendszer megszüntetéséről szóló 1945. márciusi kormányrendelet értelmében Gagyapátiban is végrehajtották a földosztást, ami egyéb jelentős birtok híján Bassó József földjeit érintette. Majd a szocialista átalakulás jegyében II. Rákóczi Ferenc nevét viselő mezőgazdasági termelőszövetkezet alakult, mely 1967-ben csatlakozott az alsógagyi Győzelem téeszhez. A lakosság legfőbb bevételi forrása a háztáji állattartásból, hízlalásból származott. Az elvándorlás a faluból korán megkezdődött, mivel a fiatalok a nagyobb településeken (Encs, Szikszó, Miskolc) kerestek megélhetést. Az egyre fogyó népesség ellenére kis könyvtár és mozi is üzemelt a községben, melynek villamosítására 1961-ben került sor.

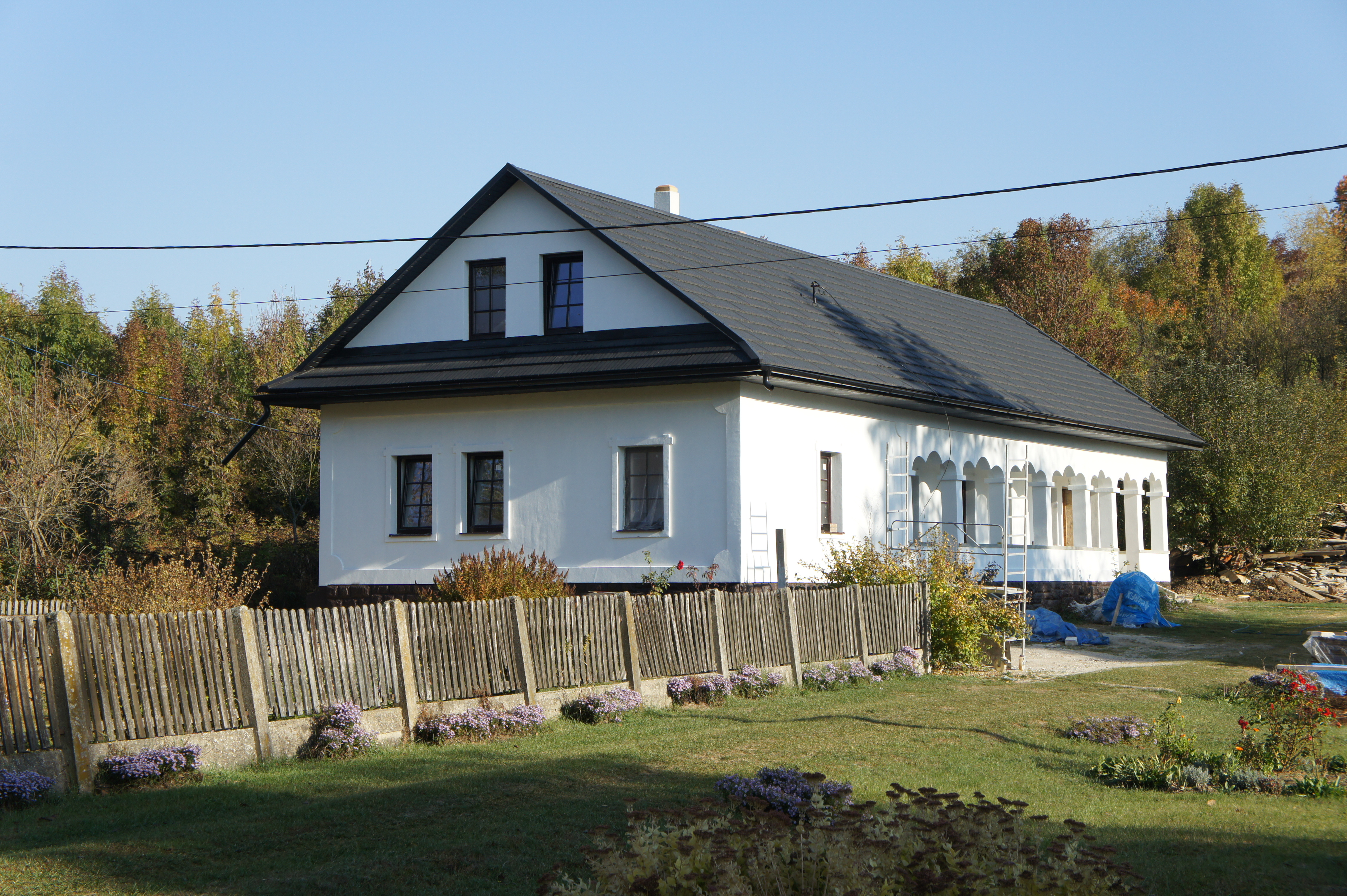
Emeletráépítéssel felújított népi lakóház

A második világháború utáni változások közigazgatási átszervezéssel is jártak, minek eredményeképpen 1950-től Gagyapáti Borsod-Abaúj-Zemplén megye Encsi járásába, azon belül a Felsőgagyi körjegyzőségbe sorolódott. 1950. szeptember 8-án a település Alsógaggyal községi közös tanácsot szervezett, melynek székhelyét Alsógagy adta. Ez a társulás 1966. szeptember 30-án szűnt meg, amikor a két település Csenyétével együtt a Felsőgagy központú községi közös tanács társközsége lett. 1978. december 31-én történt újabb változás, amikor Gagyapáti – Alsógagyhoz, Felsőgagyhoz és Csenyétéhez hasonlóan – Baktakék községi közös tanács társközségévé vált. Ide tartoztak a közeli Beret és Detek települések is. Baktakék közös tanácsú községet 1984. január 1-jével Encs városkörnyéki községévé nyilvánították. Végül a rendszerváltás következményeként 1991. január 1-jével újjáalakult a Felsőgagyi körjegyzőség Gagyapáti, Alsógagy, Felsőgagy és Csenyéte részvételével. Gagyapáti első polgármestere Kavalecz János volt.
A szocializmusban jellemző népességfogyási tendencia javarészt a rendszerváltást követően is folytatódott. Mélypontra 2014–2015-ben jutott, mely években mindössze 10 fő volt Gagyapáti lakónépessége. Ehhez képest óriási fejlődés, hogy 2020. január 1-én 37 főt számlált a lakosság. A 2011. évi népszámlálás alkalmával a község valamennyi lakója magyarnak vallotta magát, de vallásilag rendkívül heterogénnek bizonyult a csupán 14 fős közösség. 31,3% volt római katolikus, 18,8% görögkatolikus, 12,5% református és 6,3% evangélikus. Szintén 6,3% felekezeten kívüliként határozta meg magát, míg 25,0% nem élt a válaszadás lehetőségével.
Gagyapátiban 2002-ben falumegújítási program indult a község szépítésére, s több, mint félévszázados kihagyás után 2005-ben új lakóházak épültek. 2008-ban a Virágos Magyarországért elnevezésű versenyben a település a zsűritől maximális pontszámot kapott. A községben a háziorvosi szolgálatot a baktakéki körzeti orvos látja el, itt van lehetőség fogorvosi ellátásra is, míg Encsen gyermek- és szakorvosi ellátás folyik. A legközelebbi kórház Szikszón, mintegy 40 km-re, vasútállomás Forró-Encsen, 20,0 km-re található. Az óvodáskorú gyermekeket a Baktakéki Napköziotthonos Óvoda fogadja. A település közös önkormányzati hivatalt fenntartó község, melynek székhelye Krasznokvajda. Gagyapátiban nemzetiségi önkormányzat nincs.

## Közélete

### Polgármesterei
- 1990–1994: Kavalecz János (független)[55]
- 1994–1998: Kavalecz János (független)[56]
- 1998–2002: Kavalecz János (független)[57]
- 2002–2006: Rakaczki József (független)[58]
- 2006–2010: Rakaczki József (független)[59]
- 2010–2013: Afonyi László (független)[60]
- 2014–2014: Hédervári Nikolett (független)[61]
- 2014–2019: Bogoly János (független)[62]
- 2019–2024: Bükk-Nánási Dávid (független)[63]
- 2024– : Bükk-Nánási Dávid (független)[1]

A településen 2014. március 9-én időközi polgármester-választást tartottak, az előző polgármester lemondása miatt.

## Népesség
A település népességének változása:
| Lakosok száma | 13   | 10   | 10   | 29   | 23   | 33   | 33   |
|               | 2013 | 2014 | 2015 | 2021 | 2022 | 2023 | 2024 |

2001-es népszámlálás adatai szerint a településnek csak magyar lakossága volt.
A 2011-es népszámlálás során a lakosok 100%-a magyarnak mondta magát. A vallási megoszlás a következő volt: római katolikus 31,3%, református 12,5%, görögkatolikus 18,8%, evangélikus 6,3%, felekezeten kívüli 6,3% (25% nem válaszolt).
2022-ben a lakosság 87%-a vallotta magát magyarnak (13% nem nyilatkozott; a kettős identitások miatt a végösszeg nagyobb lehet 100%-nál). Vallásuk szerint 17,4% volt római katolikus, 8,7% református, 13% görög katolikus, 4,3% felekezeten kívüli (56,5% nem válaszolt).

## Érdekesség
Egyike annak a három magyar településnek, ahol 2002 és 2006 között egyetlen bűneset sem történt.